# Cnemidaria glandulosa
Cnemidaria glandulosa là một loài thực vật có mạch trong họ Cyatheaceae. Loài này được Stolze mô tả khoa học đầu tiên năm 1984.